# Aloe cannellii
Aloe cannellii là một loài thực vật có hoa trong họ Măng tây. Loài này được L.C.Leach mô tả khoa học đầu tiên năm 1971.

## Hình ảnh

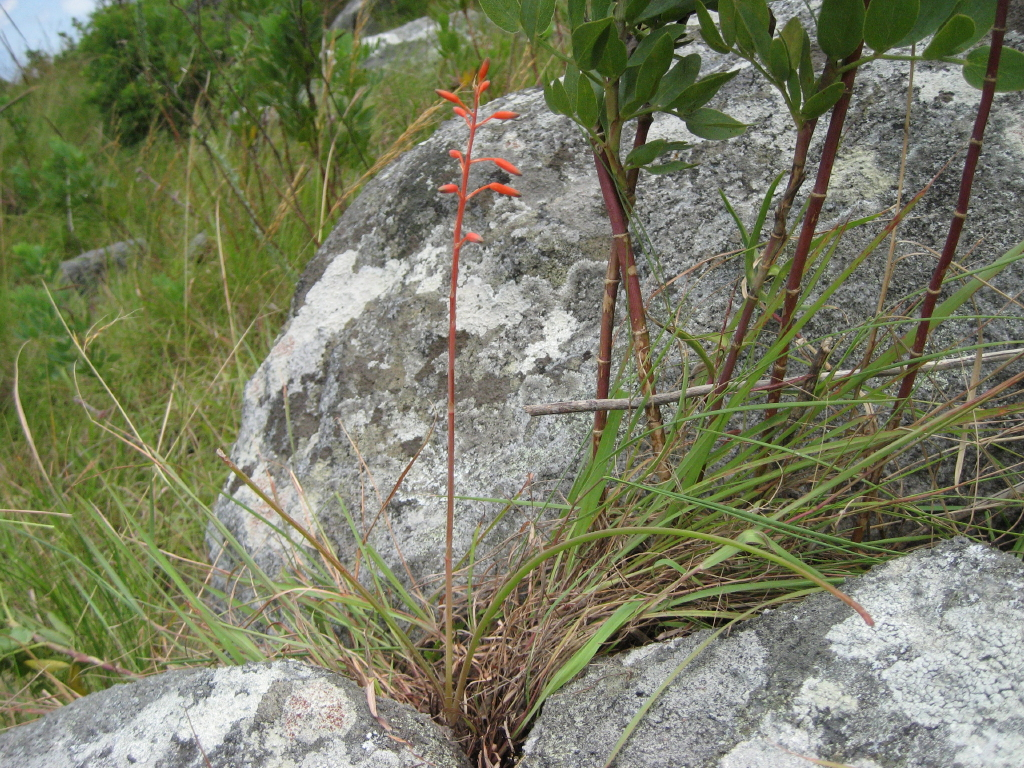
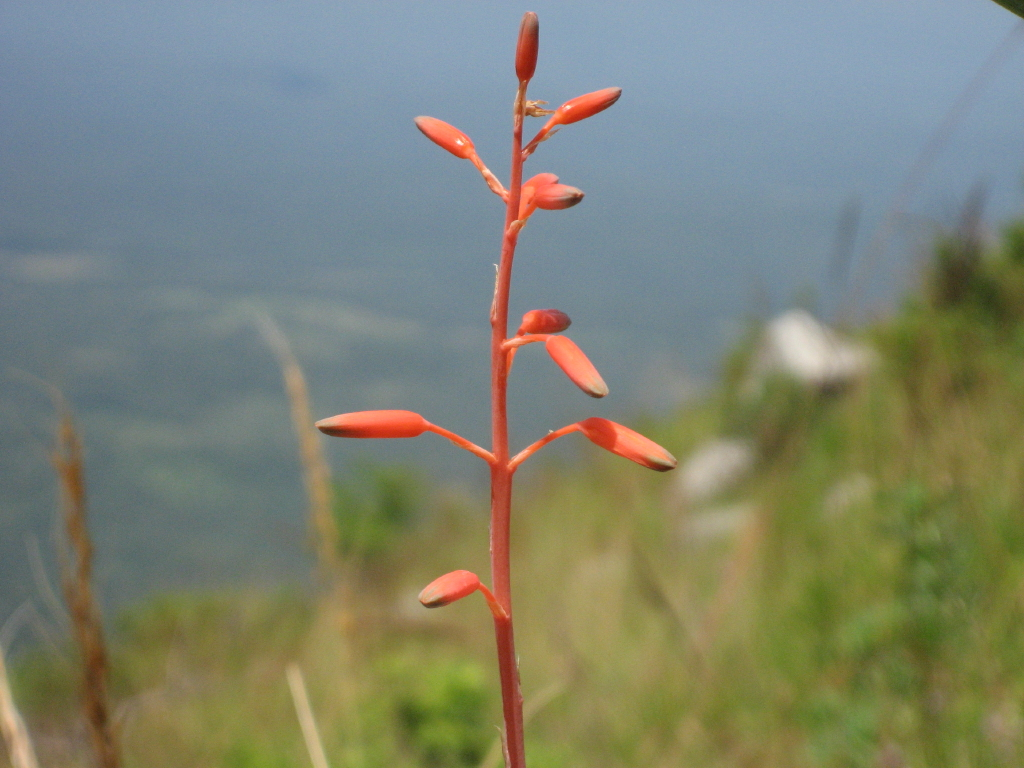